# Unterer Auwiesengraben
Der Untere Auwiesengraben ist ein linker Zufluss der Lohr im Stadtgebiet von Lohr am Main im bayerischen Spessart.

## Geographie

### Verlauf
Der Untere Auwiesengraben entsteht südöstlich der Roten Mühle. Er verläuft entlang der Bundesstraße 276 nach Südosten. Nach etwa 900 m wird ihm bei niederschlagsreichen Tagen ein Teil des Lehngrundbaches zugeführt. Danach mündet der Untere Auwiesengraben in der Nähe des Steinthalerhofes in den linken Arm der Lohr.

### Flusssystem Lohr
- Liste der Fließgewässer im Flusssystem Lohr

## Einzelnachweise

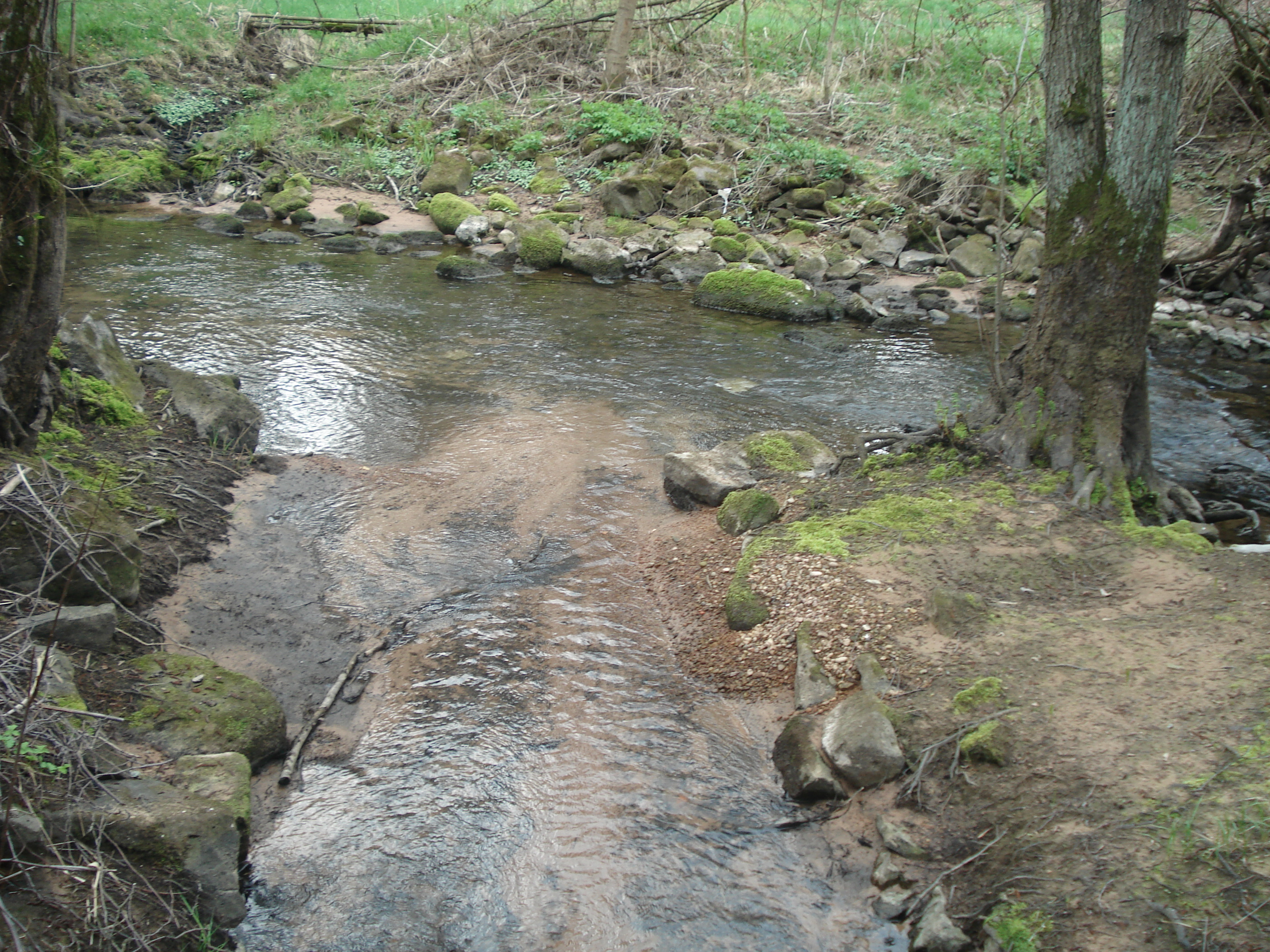
Der Untere Auwiesengraben (vorne) mündet in den linken Arm der Lohr